# Летоструй (1909 – 1912)
„Летоструй“ (оригинално изписване „Лѣтоструй“) с подзаглавие Календар на българите. Издаден от „дружина Летоструй“ в полза на „Българска матица“ е българско годишно списание, издавано в Цариград и Солун, Османската империя, от 1909 до 1912 година.
Печата се в печатниците Христо Г. Данов в Пловдив, Коне Самарджиев и Интернационална печатница Кирил Тенчов в Солун. От списанието излизат общо 4 броя. Подзаглавието от 1910 година е Годишник на „Българска матица“.
„Летоструй“ е списание на Българската матица в Цариград. Подпомогнато е от Христо Г. Данов. Запознава читателя с произведенията и езика на видни български писатели. Публикува и икономически и медицински материали.

## Други
На Летоструй е наречена улица в кварталите „Васил Левски“, „Левски В“ и „Христо Ботев“ в София (Карта).
- „Летоструй“ за 1911 г.
- „Летоструй“ за 1912 г.